# Algarve-Cup 2003
Der Algarve-Cup 2003 war die zehnte Austragung des jährlich stattfindenden Turniers für Frauenfußball-Nationalmannschaften und fand zwischen dem 14. und 20. März 2003 an der portugiesischen Algarve statt. Die Mannschaft der USA gewann das Turnier vor Titelverteidiger China und Norwegen.

## Teilnehmende Mannschaften
An dem Einladungsturnier nahmen 2003 zwölf Mannschaften teil. Erstteilnehmer sind kursiv gekennzeichnet.
| - Dänemark - Finnland - Frankreich - Griechenland - Irland - Kanada | - Norwegen - Portugal (Gastgeber) - Schweden - USA - China (Titelverteidiger) - Wales |

## Turnierverlauf
Die zwölf teilnehmenden Mannschaften wurden in drei Gruppen aufgeteilt und trafen in einem Rundenturnier aufeinander. Dabei wurden die acht stärksten Mannschaften den Gruppen A und B zugeteilt, die vier schwächsten Mannschaften traten in Gruppe C gegeneinander an. In der anschließenden Finalrunde spielten die Gruppensieger der Gruppen A und B im Finale um den Turniersieg, die Zweiten und Dritten dieser Gruppen um die Plätze drei und fünf. Der beste Vierte der Gruppen A und B trat gegen den Sieger der Gruppe C im Spiel um Platz sieben an, die schlechteste Mannschaft der Gruppen A und B gegen den Zweitplatzierten der Gruppe C im Spiel um Platz neun, während die dritt- und viertplatzierten Mannschaften der Gruppe C in einem Spiel um den elften Platz aufeinander trafen.

### Gruppenphase
Gruppe A
| Pl. | Land     | Sp. | S | U | N | Tore    | Diff. | Punkte |
| --- | -------- | --- | - | - | - | ------- | ----- | ------ |
| 1.  | USA      | 3   | 1 | 2 | 0 | 003:200 | +1    | 05     |
| 2.  | Norwegen | 3   | 1 | 1 | 1 | 002:200 | ±0    | 04     |
| 3.  | Schweden | 3   | 0 | 3 | 0 | 003:300 | ±0    | 03     |
| 4.  | Kanada   | 3   | 0 | 2 | 1 | 002:300 | −1    | 02     |

|                                             |   |          |     |
| 14. März 2003 in Olhão                      |   |          |     |
| USA                                         | – | Kanada   | 1:1 |
| Schweden                                    | – | Norwegen | 1:1 |
| 16. März 2003 in Ferreiras                  |   |          |     |
| Schweden                                    | – | Kanada   | 1:1 |
| Norwegen                                    | – | USA      | 0:1 |
| 18. März 2003 in Vila Real de Santo António |   |          |     |
| Norwegen                                    | – | Kanada   | 1:0 |
| USA                                         | – | Schweden | 1:1 |

Gruppe B
| Pl. | Land       | Sp. | S | U | N | Tore    | Diff. | Punkte |
| --- | ---------- | --- | - | - | - | ------- | ----- | ------ |
| 1.  | China      | 3   | 2 | 1 | 0 | 005:100 | +4    | 07     |
| 2.  | Frankreich | 3   | 2 | 0 | 1 | 004:300 | +1    | 06     |
| 3.  | Finnland   | 3   | 0 | 2 | 1 | 000:100 | −1    | 02     |
| 4.  | Dänemark   | 3   | 0 | 1 | 2 | 001:500 | −4    | 01     |

|                            |   |            |     |
| 14. März 2003 in Silves    |   |            |     |
| Dänemark                   | – | Frankreich | 0:3 |
| China                      | – | Finnland   | 0:0 |
| 16. März 2003 in Lagos     |   |            |     |
| Dänemark                   | – | Finnland   | 0:0 |
| China                      | – | Frankreich | 3:0 |
| 18. März 2003 in Albufeira |   |            |     |
| Frankreich                 | – | Finnland   | 1:0 |
| China                      | – | Dänemark   | 2:1 |

Gruppe C
| Pl. | Land         | Sp. | S | U | N | Tore    | Diff. | Punkte |
| --- | ------------ | --- | - | - | - | ------- | ----- | ------ |
| 1.  | Griechenland | 3   | 1 | 2 | 0 | 003:100 | +2    | 05     |
| 2.  | Portugal     | 3   | 1 | 2 | 0 | 005:400 | +1    | 05     |
| 3.  | Irland       | 3   | 1 | 1 | 1 | 005:400 | +1    | 04     |
| 4.  | Wales        | 3   | 0 | 1 | 2 | 002:600 | −4    | 01     |

|                            |   |              |     |
| 14. März 2003 in Lagoa     |   |              |     |
| Portugal                   | – | Wales        | 1:1 |
| Irland                     | – | Griechenland | 0:0 |
| 16. März 2003 in Guia      |   |              |     |
| Portugal                   | – | Griechenland | 1:1 |
| Irland                     | – | Wales        | 3:1 |
| 18. März 2003 in Quarteira |   |              |     |
| Griechenland               | – | Wales        | 2:0 |
| Portugal                   | – | Irland       | 3:2 |

### Finalrunde
Spiel um Platz 11
|                             |   |       |                |
| 20. März 2003 in Montechoro |   |       |                |
| Irland                      | – | Wales | 2:2, 4:2 i. E. |

Spiel um Platz 9
|                        |   |          |     |
| 20. März 2003 in Lagoa |   |          |     |
| Dänemark               | – | Portugal | 1:0 |

Spiel um Platz 7
|                       |   |              |     |
| 20. März 2003 in Guia |   |              |     |
| Kanada                | – | Griechenland | 7:1 |

Spiel um Platz 5
|                        |   |          |     |
| 20. März 2003 in Olhão |   |          |     |
| Schweden               | – | Finnland | 5:0 |

Spiel um Platz 3
|                            |   |            |     |
| 20. März 2003 in Quarteira |   |            |     |
| Norwegen                   | – | Frankreich | 1:0 |

### Finale
| USA (Weltmeister)                                   | USA (Weltmeister) | China | China |
| --------------------------------------------------- | --- | --- | ----- |
| USA ( Weltmeister )                                 | \| 20. März 2003 in Loulé (Estádio Municipal de Loulé) \| \| Ergebnis: 2:0 (0:0) \| \| Zuschauer: 1.000 \| \| Schiedsrichterin: Eva Odlund ( Schweden) \| \| Spielbericht \|                                                                                  | \| 20. März 2003 in Loulé (Estádio Municipal de Loulé) \| \| Ergebnis: 2:0 (0:0) \| \| Zuschauer: 1.000 \| \| Schiedsrichterin: Eva Odlund ( Schweden) \| \| Spielbericht \|                                  | China |
| USA ( Weltmeister )                                 | Briana Scurry • Cat Reddick, Joy Fawcett, Brandi Chastain, Kate Sobrero • Lorrie Fair, Julie Foudy , Kristine Lilly (73. Heather O’Reilly), Aly Wagner (66. Angela Hucles), Shannon MacMillan (76. Tiffany Roberts) • Mia Hamm Cheftrainerin: April Heinrichs | Zhao Yan • Sun Rui, Li Jie, Zhou Xiaoxia (66. Chen Jinyu), Liu Yali • Zhao Lihong (66. Han Duan), Pu Wei, Ren Liping (57. Zhang Ouying), Liu Ying • Sun Wen (88. Teng Wei), Bai Jie Cheftrainer: Zhang Haitao | China |
| USA ( Weltmeister )                                 | 1:0 Shannon MacMillan (52.) 2:0 Mia Hamm (56.) | | China |
| USA ( Weltmeister )                                 | Zhao Lihong, Zhou Xiaxia | | China |
| 20. März 2003 in Loulé (Estádio Municipal de Loulé) | | |       |
| Ergebnis: 2:0 (0:0)                                 | | |       |
| Zuschauer: 1.000                                    | | |       |
| Schiedsrichterin: Eva Odlund ( Schweden)            | | |       |
| Spielbericht                                        | | |       |